# 黄年来
黄年来（1939年11月—2022年9月18日），男，福建晋江人，中国真菌学家，福建省三明市真菌研究所原所长，第六、七届全国人大代表。

## 生平
曾就读于晋江市养正中学。1961年毕业于福建师范学院生物系。历任福建省生物研究所野生植物分类研究室研究实习员，三明市真菌研究所实习研究员、助理研究员、副研究员、研究员，食用菌研究室主任、副所长、所长，福建省三明市科学技术委员会副主任，福建三明三真公司董事长等职。曾选育出20多种食用菌品种。1983年当选第六届全国人大代表。1988年当选第七届全国人大代表。1993年当选第八届福建省人大代表。2022年9月18日5时25分逝世。

## 社会兼职
兼任中国微生物学会理事，中国菌物学会副理事长、食用菌专业委员会主任，中国食用菌协会副会长，福建省食用菌学会理事长，福建省微生物学会副理事长等。

## 荣誉
- 全国五一劳动奖章（1985年）
- 福建省劳动模范（1982年、1986年）
- 福建省五一劳动奖章（1985年）
- 中国食用菌协会“食用菌产业突出贡献者"荣誉称号（2007年）

## 出版物
主编有《食用菌生产》《金针菇与凤尾菇》《银耳栽培》《自修食用菌学》《中国香菇栽培学》《中国食用菌百科》《中国大型真菌原色图鉴》等。